# 陳財佑

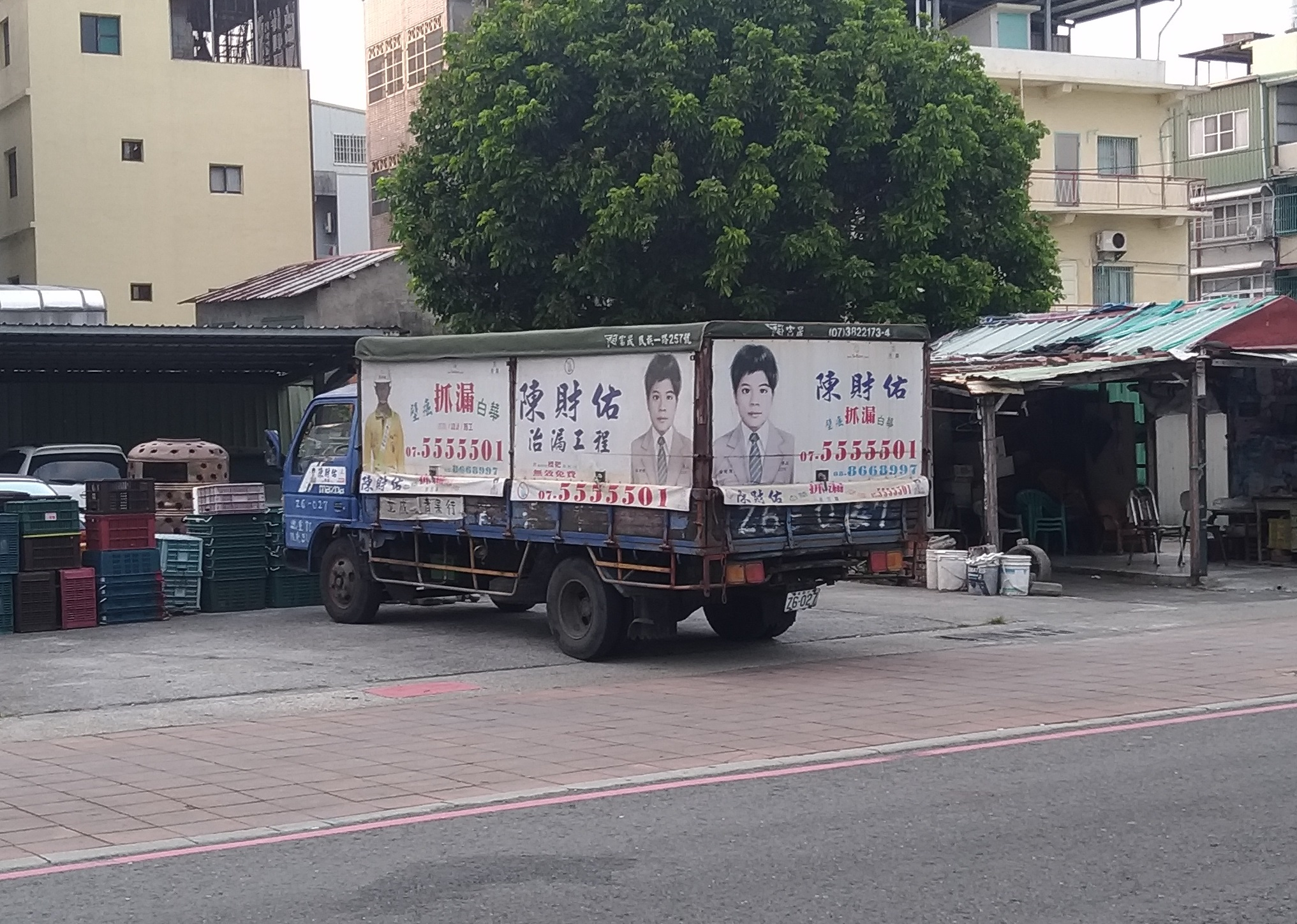
陳財佑治漏技研的車體廣告

陳財佑是位於台灣高雄市的水電工程公司品牌，主要業務為抓漏、防水工程，該品牌因為使用創辦人「陳財佑」的照片作廣告而出名。
陳財佑出生於1961年，畢業於正修工業專科學校土木科（今正修科技大學土木系），擔任工地主任，1991年成立「陳財佑治漏技研」公司，從事防水工程和抓漏工作，並以自己的學生畢業照片作為廣告。數十年來，陳財佑的廣告散見於高雄市各處街巷、建築外牆或車體，他表示坊間經常有工程承包商在問題後更換公司名稱並另起爐灶、使客戶找不到聯絡管道的情況，因此他透過此方式讓自己的廣告四處可見，以期建立信任感。陳財佑也會定期更新廣告，因此廣告照片經過多次改版，起初是翻拍的黑白照片，後來演變成經過許多修飾的彩色照片。該照片被視為都市傳說，在高雄市乃至南臺灣具有高知名度，並屢次在網路上引發討論，不僅有漢堡店業者模仿此種廣告形式，將自己的學士照製成廣告看板，甚至成為萬聖節變裝比賽的模仿對象。
2022年，「陳財佑治漏技研」的第二代接受父親事業，並將此黑白照片分割成1000枚非同質化代幣（NFT），於交易平台發行。除此之外也發行T恤。

## 外部連結
- 陳財佑治漏技研
- No Water No Fashion